# Niccola Nicolini
Pour les articles homonymes, voir Nicolini.
Niccola Nicolini, né le 30 septembre 1772 à Tollo dans les Abruzzes et mort le 4 mars 1857 à Naples, est un juriste italien, professeur de droit pénal à l'université de Naples. 

## Biographie
Niccola Nicolini est le fils de Giambattista et de Teresa de Horatiis. Il est éduqué par son oncle l'abbé Luigi Nicolini.
Le 16 avril 1792, sous la direction de l'avocat Francesco Vitolo, il plaide et gagne sa première affaire devant le Saint Conseil Royal.
Il est professeur de droit pénal à l'université de Naples.
Niccola Nicolini meurt le 4 mars 1857 à Naples.

## Publications
- Principes philosophiques et pratiques de droit pénal, traduction d'Eugène Flotard, Paris, veuve Joubert, 1851, LXXII-316 p. (précédé d'une Introduction sur l'histoire de la législation criminelle dans le royaume des Deux-Siciles et sur les opinions philosophiques de l'auteur de Flotard) / par